# Hansen Lake, Nipissing District
Hansen Lake är en sjö i Kanada.   Den ligger i Nipissing District och provinsen Ontario, i den sydöstra delen av landet, 400 km nordväst om huvudstaden Ottawa. Hansen Lake ligger 329 meter över havet. Arean är 0,37 kvadratkilometer. Den sträcker sig 1,4 kilometer i nord-sydlig riktning, och 0,6 kilometer i öst-västlig riktning.
I omgivningarna runt Hansen Lake växer i huvudsak blandskog. Runt Hansen Lake är det mycket glesbefolkat, med 2 invånare per kvadratkilometer.